# 汉斯霍伦
汉斯霍伦（荷兰语，荷蘭語發音：[ˈɣɑnsˌɦoːrə(n)] ⓘ，法語發音：[ɡansɔʁən, -ʁɛn]；按法语发音则译作甘索伦）是比利时布鲁塞尔首都大区的一个市镇，属于比利时法语社群和弗拉芒社群，法语和荷蘭語均为官方语言（但法语使用者居多），面积2.46平方千米，人口25,234人（2020年1月1日）。